# Van der Pigge

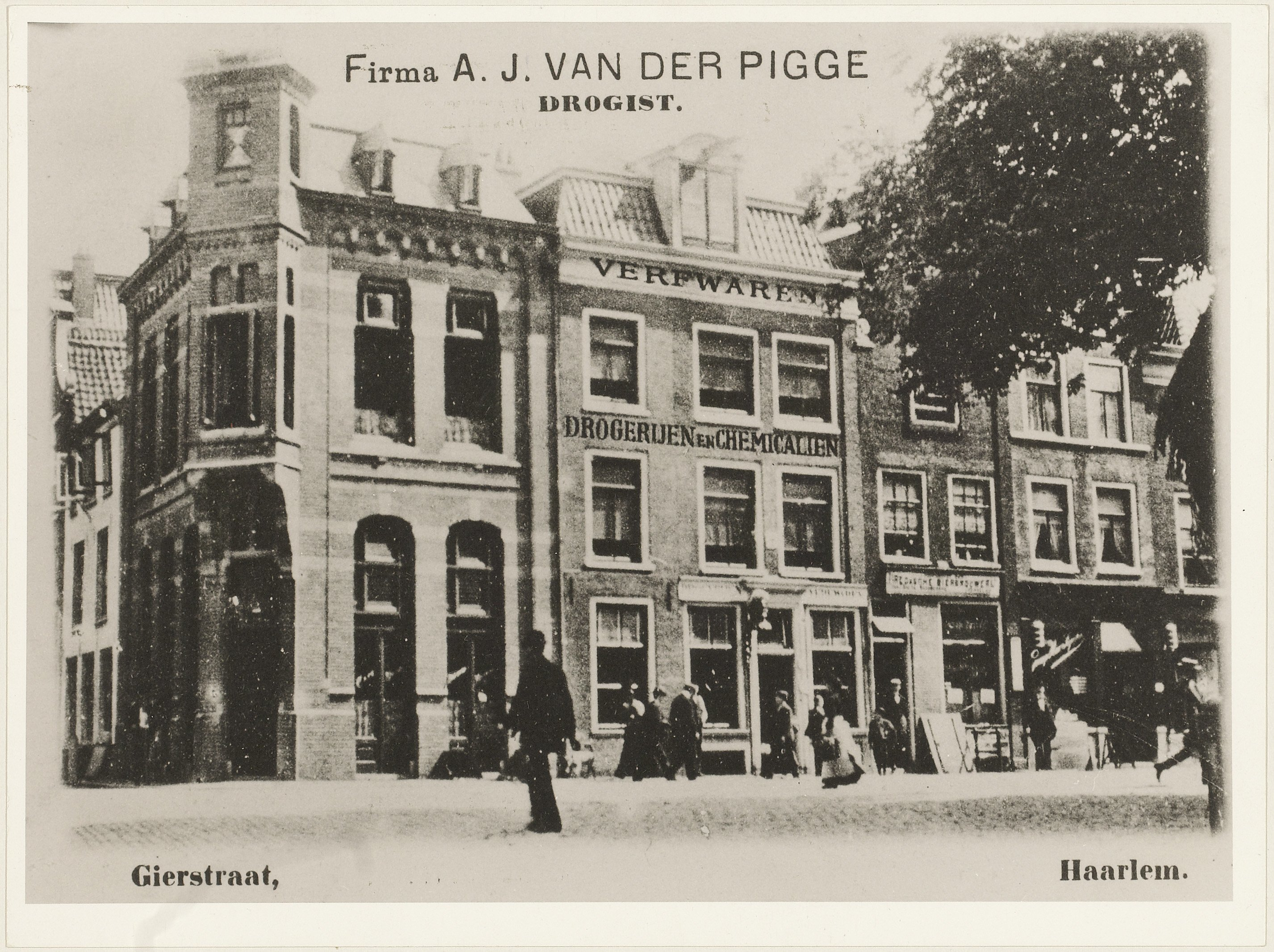
Firma A.J. van der Pigge in 1899

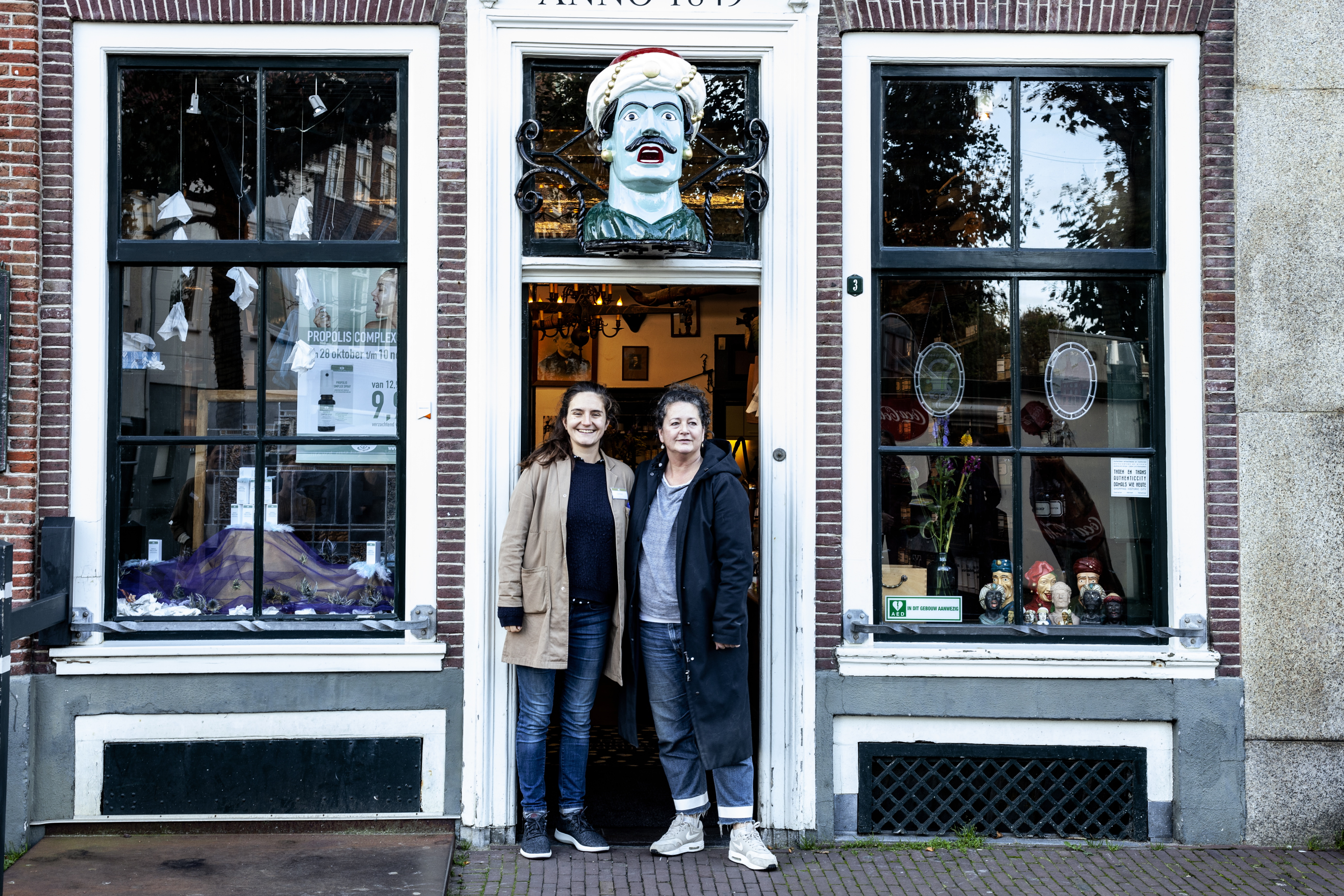
Sophie van Os 6e generatie en Astrid Hart -huidige directeur en moeder Sophie

Drogisterij A.J. van der Pigge is een monumentale drogisterij midden in de Nederlandse stad Haarlem.
In 1849 werd door Anthonie Johannes van der Pigge een 'affaire in Droogerijen en Verfwaren' opgericht aan de Gierstraat. Anthonie van der Pigge had uitsluitend dochters en zijn oudste dochter Anna trouwde met Joannes van Os. Sindsdien is het bedrijf in de familie Van Os gebleven. Inmiddels is de zesde generatie in het bedrijf aan het werk. In 1999 heeft het Hare Majesteit koningin Beatrix behaagd Drogisterij A.J. van der Pigge het predicaat hofleverancier toe te kennen. Dit was ter gelegenheid van het 150-jarige bestaan van deze winkel.
Het pand van Van der Pigge wordt aan drie kanten ingesloten door het pand van Vroom en Dreesmann Haarlem. Bij de bouw van het warenhuis in 1929 weigerde de drogist het pand te verkopen, waardoor het grootwinkelbedrijf genoodzaakt was haar bouwplannen aan te passen. De keten van Vroom en Dreesmann is in februari 2015 failliet gegaan. Hierna vestigde de Canadese keten Hudson's Bay zich in het monumentale pand. Deze formule was echter geen lang leven beschoren, op 31 december 2019 viel het doek van Hudson's Bay in Nederland. 
Bij Van der Pigge is gedurende het bestaan van het bedrijf bewust weinig veranderd. Het interieur van de winkel is sinds de opening in 1849 ongewijzigd en nog steeds in gebruik. De winkel is ingericht met stopflessen, puntzakjes en sinds 1920 opgezette krokodillen en gapers. In 1969 is het pand ingeschreven als rijksmonument. In 2017 is het uitermate zeldzame winkelinterieur opgenomen bij de 'Bijzondere Interieurs' van de Rijksdienst voor het Cultureel Erfgoed.
De drogisterij wordt genoemd in Joop Vissers ode aan Haarlem Soms raak je in een situatie als het bedrijf waar de Haarlemmers terechtkunnen voor een simpele oplossing van hun problemen (mieren, nare buren, slapeloosheid).

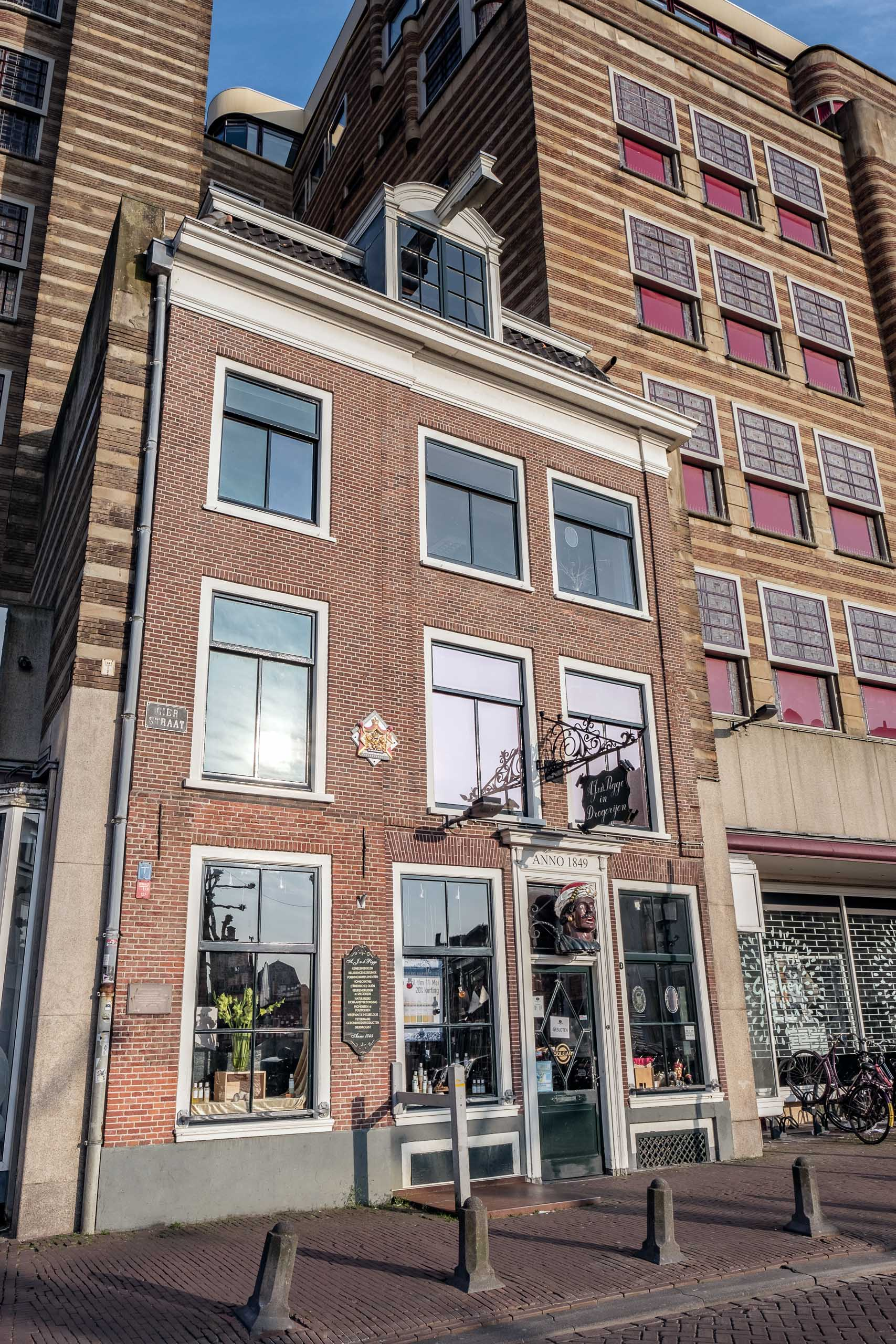

## Fotogalerij

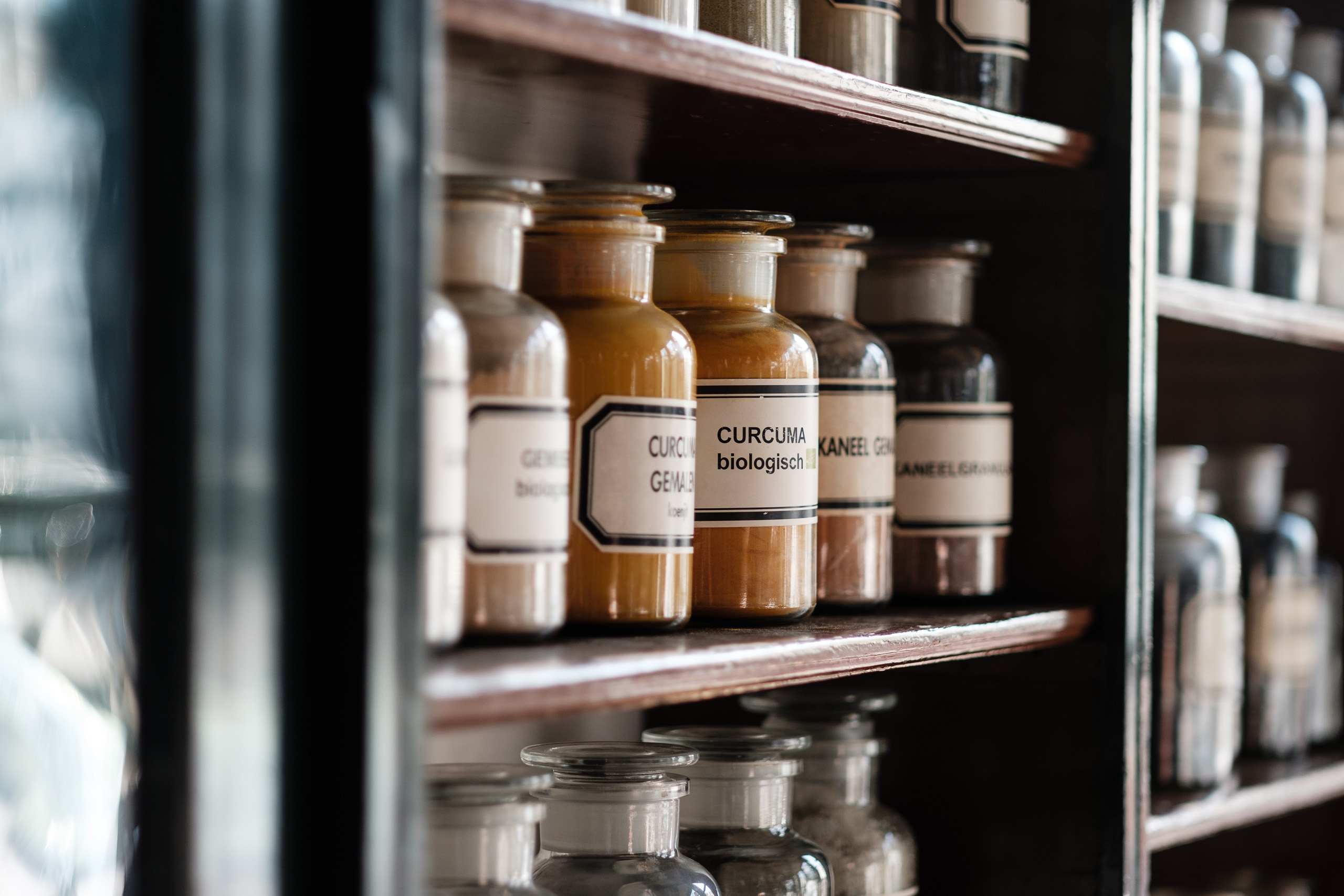
Www.vanderpigge.nl

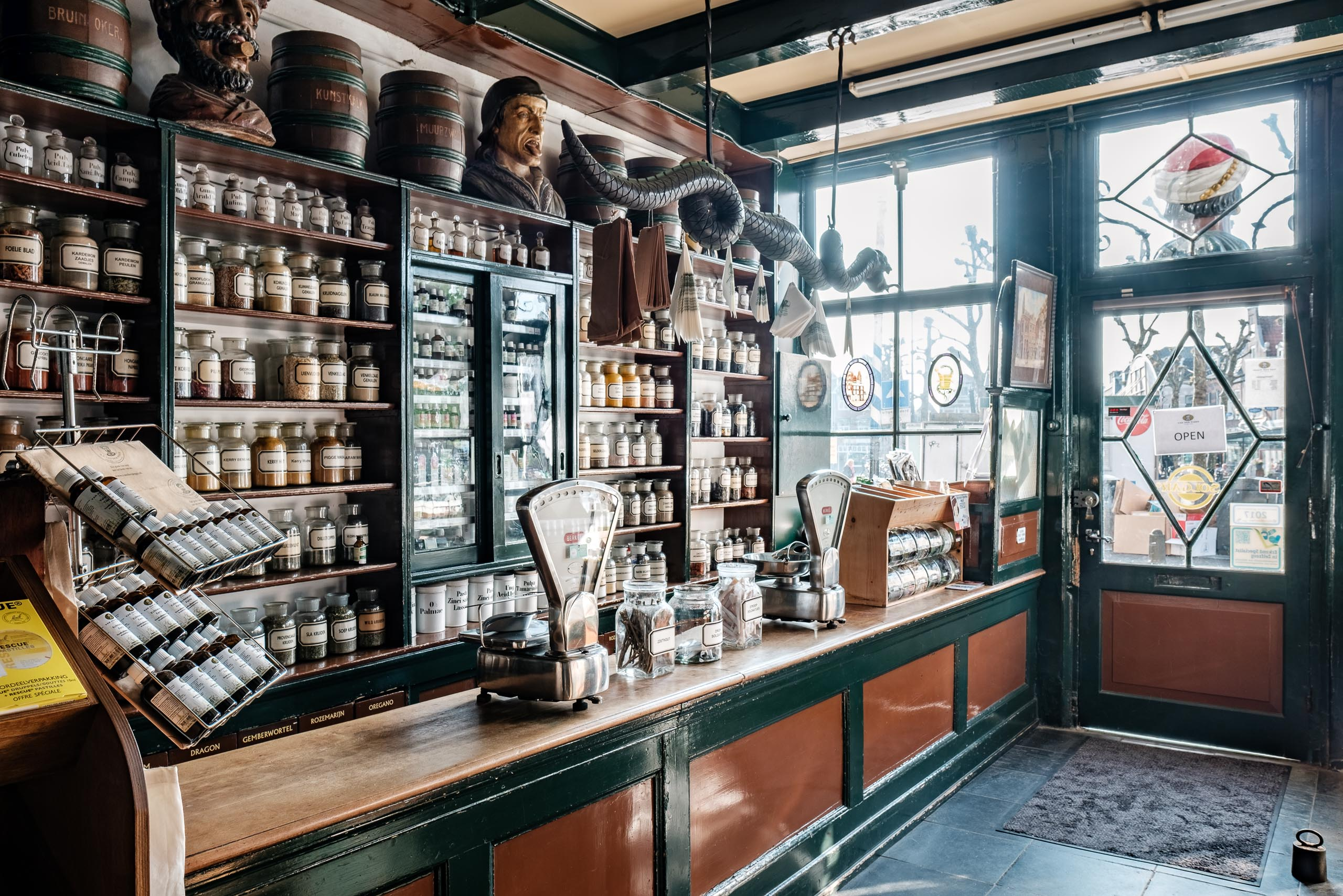
vanderpigge.nl

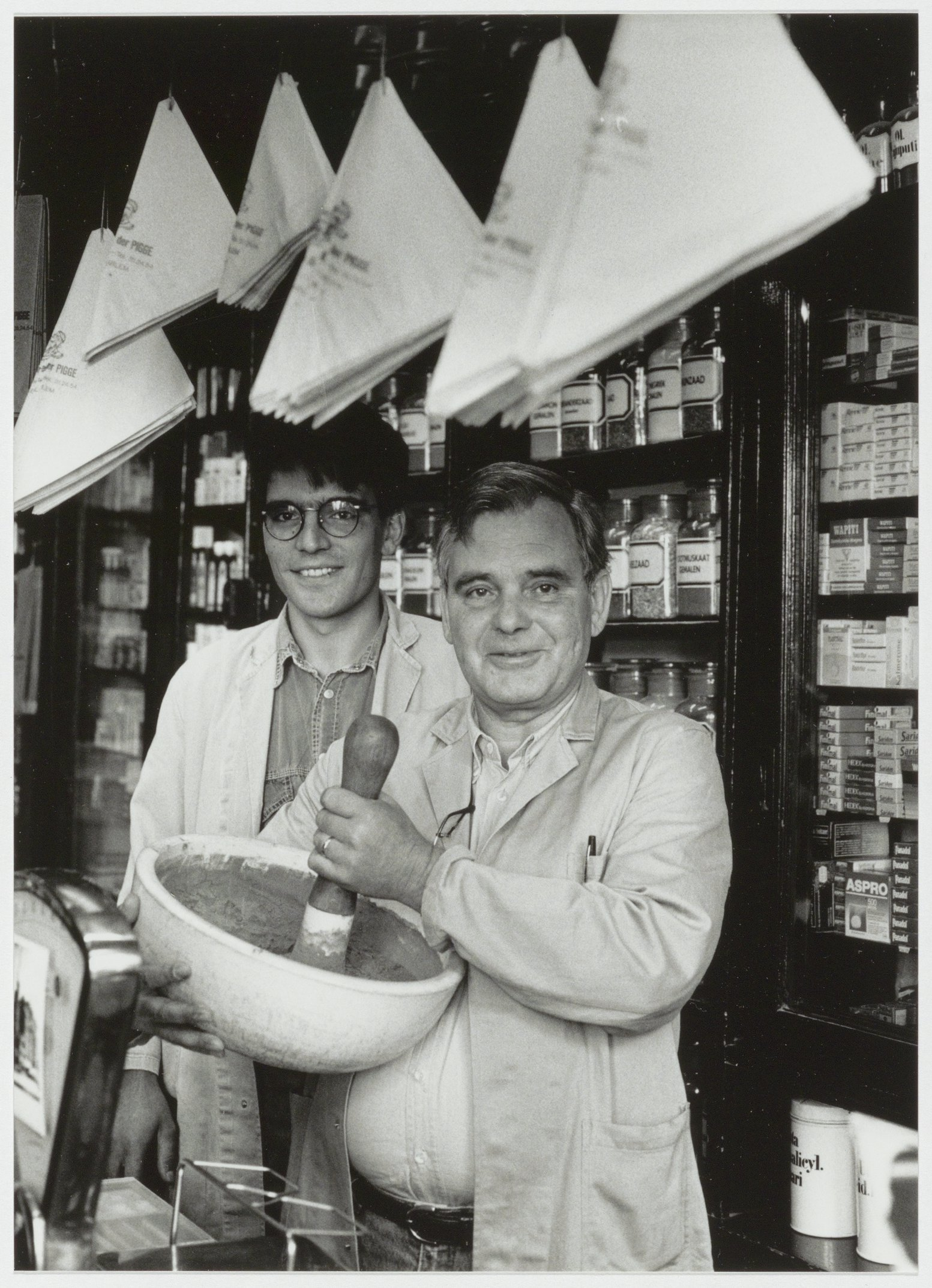
Jan van Os met achter hem Menno van Os in de winkel in 1994
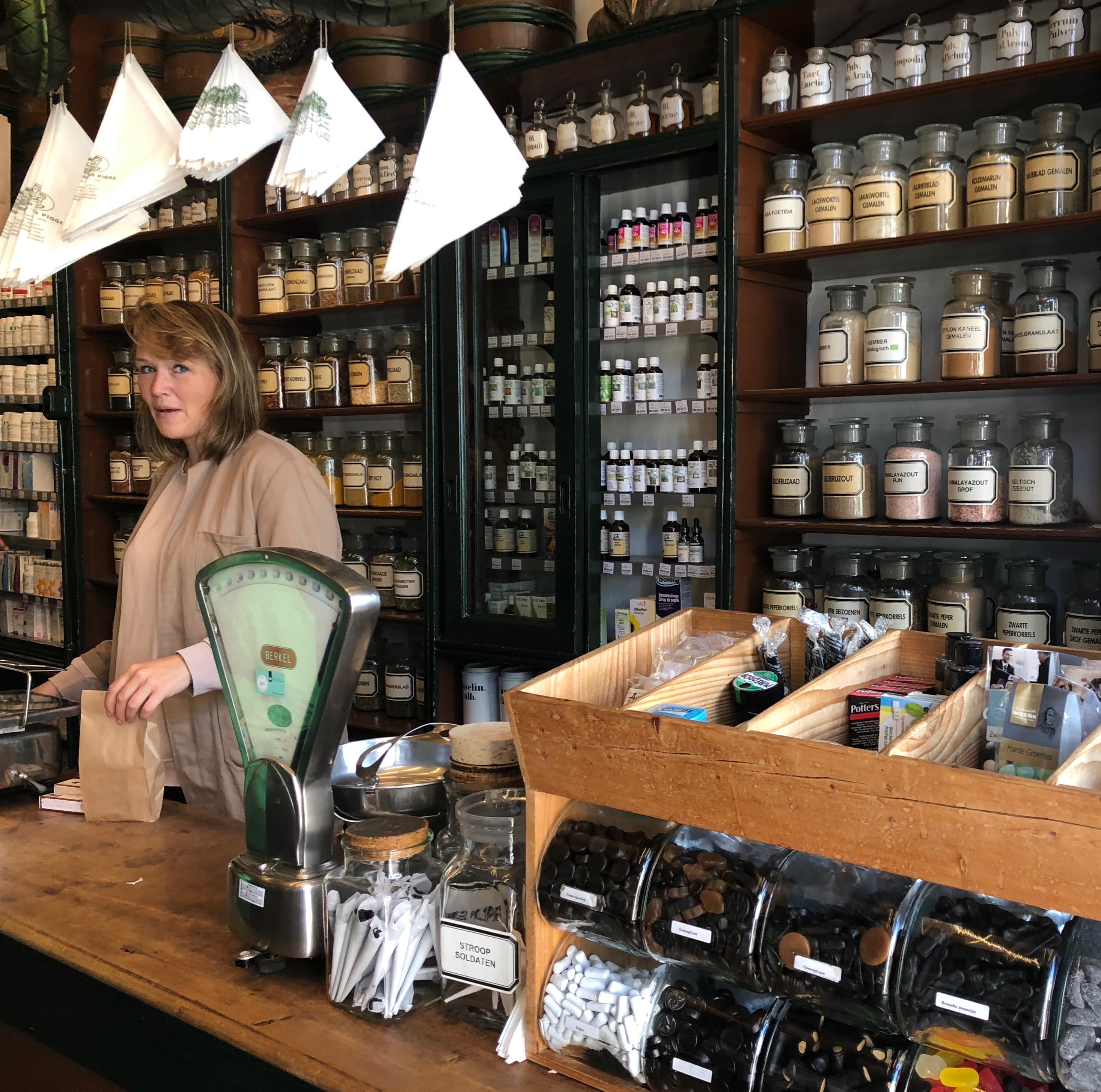
Interieur in 2019
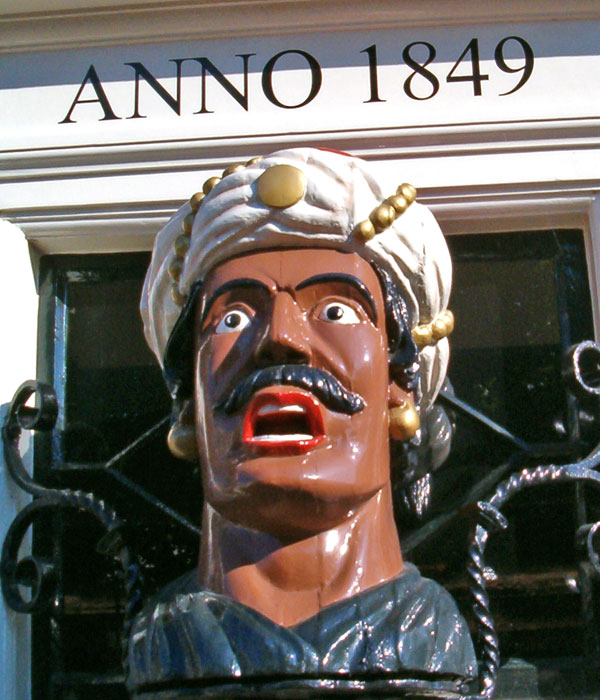
Gaper van drogist Van der Pigge, Haarlem
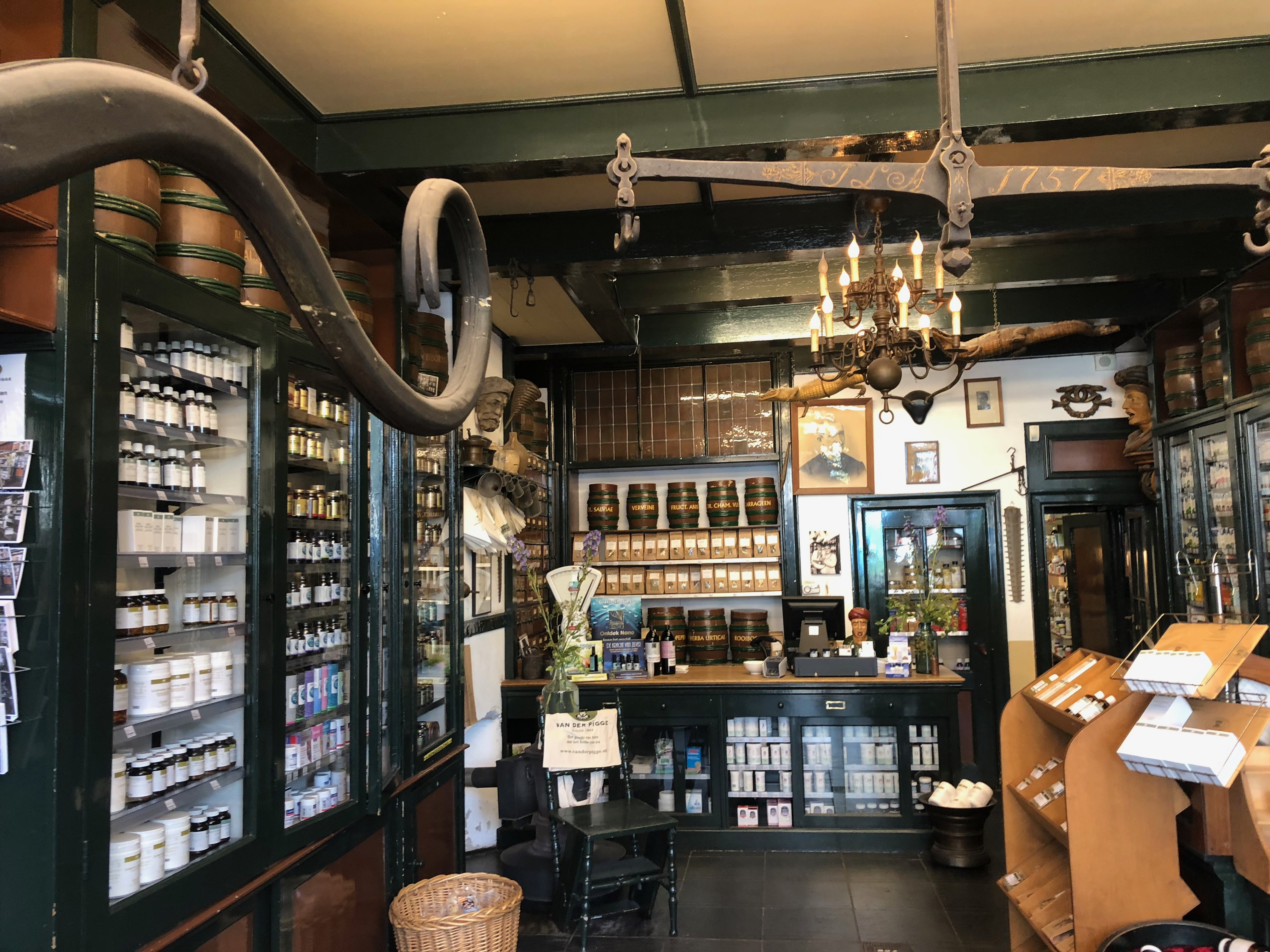
Huidig interieur
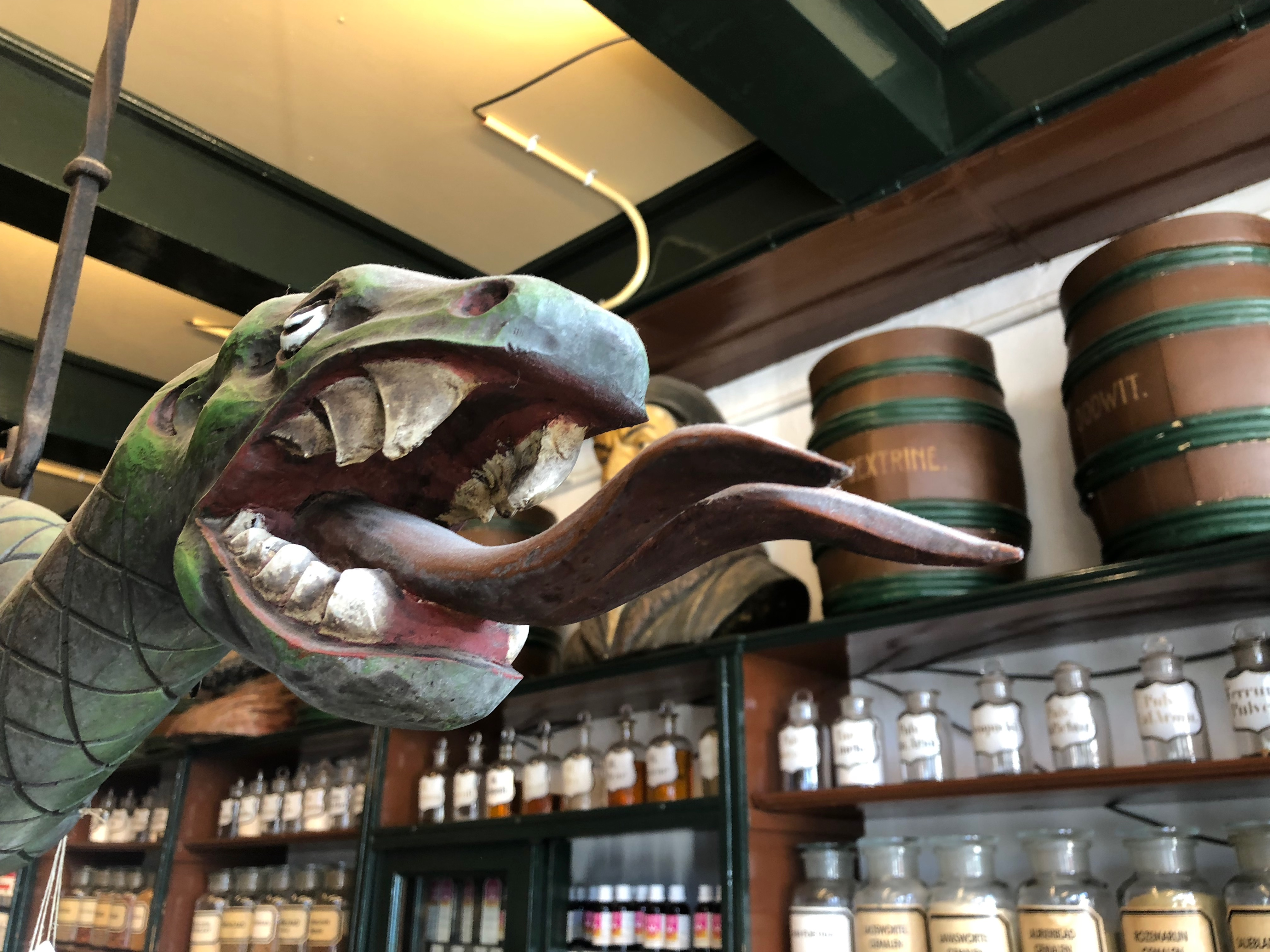